# 弘道館記述義
『弘道館記述義』（こうどうかんきじゅつぎ）とは、水戸学を体系的に解説した、藤田東湖による書籍である。

## 解説
弘道館の設立を進めた水戸藩主徳川斉昭の命により、蟄居生活の中で『弘道館記』を註釈した。
尊王攘夷の具現者たる徳川家康を補佐することが歴代水戸藩主の使命とし、それを守る水戸藩士の責務を説いた。
会沢正志斎の『新論』とともに尊王攘夷論を代表するものであり、水戸学の思想を体系化した幕末維新の思想界に大きな影響を与えた。1866年から1867年にかけて木活字本上下巻2冊が刊行され、幾つかの藩校では教科書として使われた。